# Estação Ferroviária de Mexilhoeira Grande
A estação ferroviária de Mexilhoeira Grande é uma interface da Linha do Algarve, que serve a localidade e freguesia de Mexilhoeira Grande, no concelho de Portimão, parte do Distrito de Faro, em Portugal.

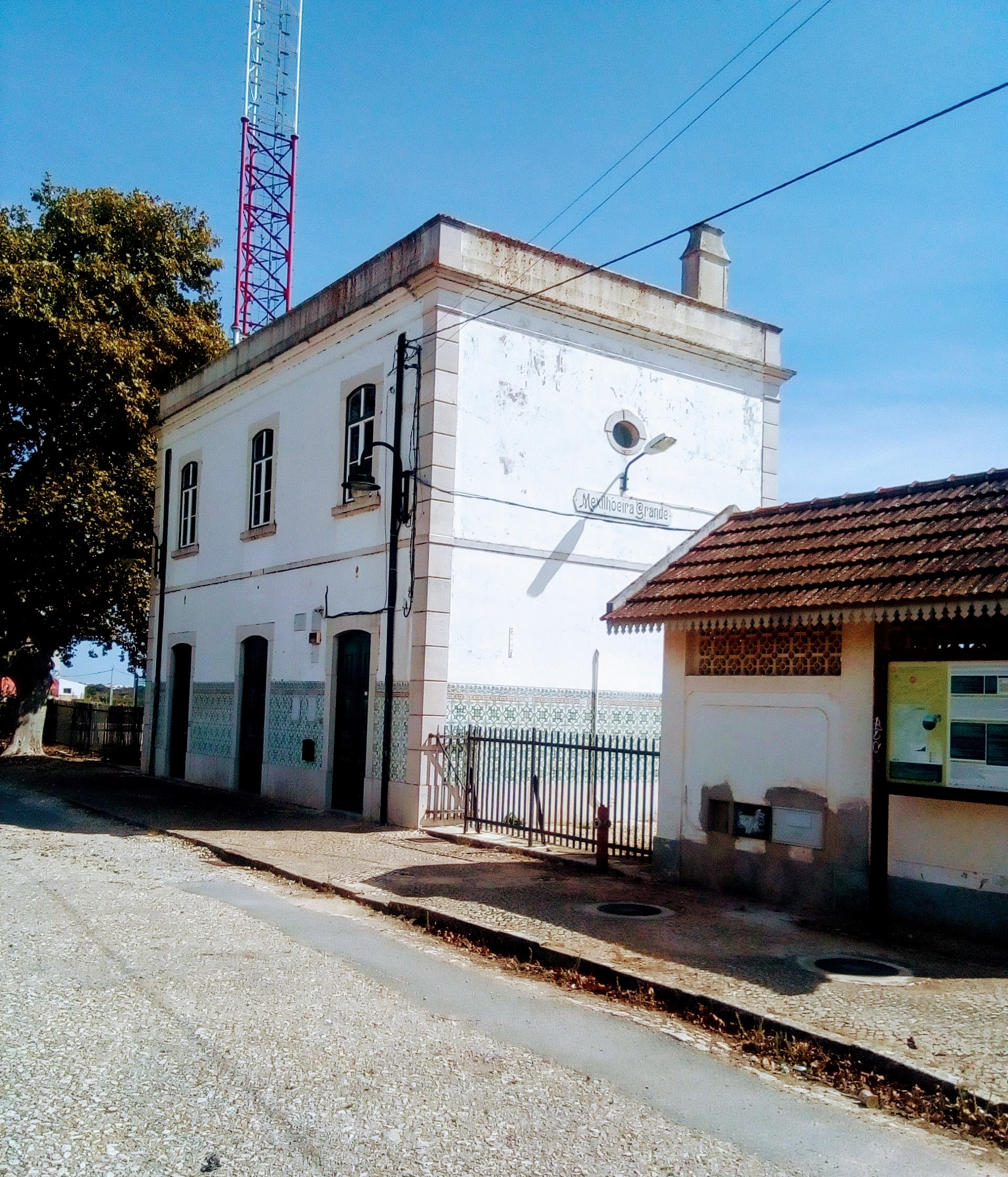
Exterior da estação de Mexilhoeira Grande, em 2020.

## Descrição

### Localização e acessos

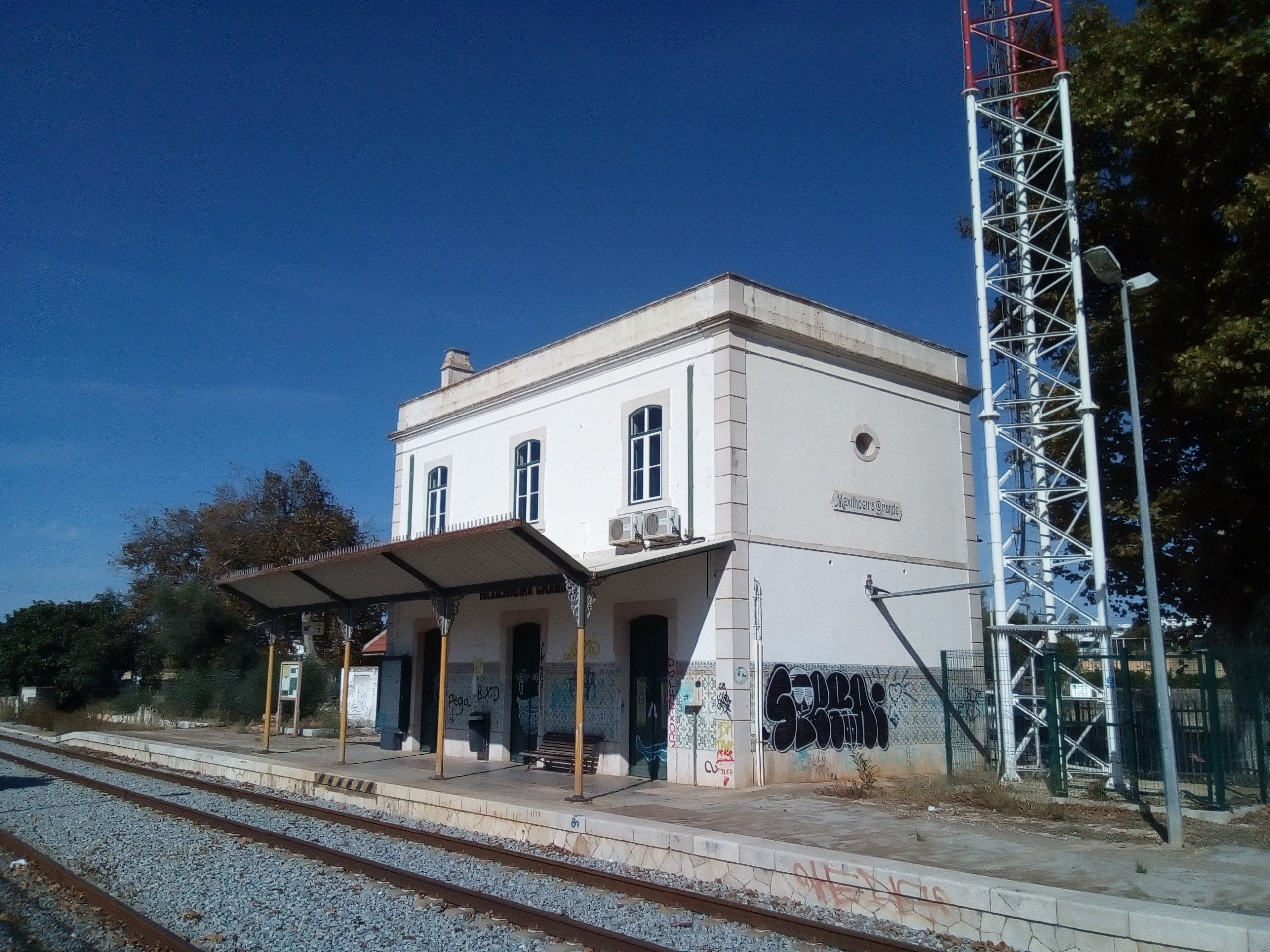
Vista geral da estação, em 2020.

Esta interface tem acesso pela Estrada da Estação Ferroviária, também chamada Rua da Estação, no limite sul do perímetro urbano de Mexilhoeira Grande, distante um quilómetro do seu centro (Rua da Igreja). Situam-se a 400 m, na EN125, as paragens de camionagem local mais próximas, intra- e inter-municipais, ainda que aquela estrada passe junto à estação a menos de metade dessa distância.

### Infraestrutura
Esta interface apresenta apenas duas vias de circulação (I e II), ambas com 218 m de extensão e cada uma acessível por plataformas de com comprimentos de respetivamente 80 e 100 m e ambas com 80 cm de altura. O edifício de passageiros situa-se do lado noroeste da via (lado esquerdo do sentido ascendente, a Vila Real de Santo António).

### Serviços
Em dados de 2023, esta interface é servida por comboios de passageiros da C.P. de tipo regional tipicamente com dez circulações diárias em cada sentido entre Lagos e Faro.

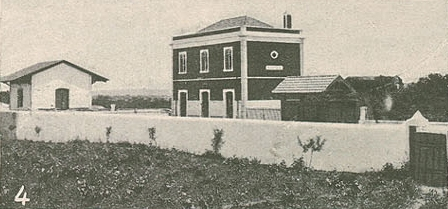
Vista da estação durante as obras, na década de 1910.

## História

### Planeamento, construção e inauguração
A 15 de Fevereiro de 1899, foi inaugurada a estação de Ferragudo-Portimão (posteriormente renomeado para Apeadeiro de Ferragudo-Parchal), terminando a construção do Ramal de Portimão. No anteprojecto para o lanço seguinte, até Lagos, elaborado em 20 de Março de 1900 pelo engenheiro António da Conceição Parreira, estava planeada a construção de uma estação junto à localidade da Mexilhoeira Grande, que deveria ter um alinhamento recto e patamar, e devia ser paralela à Estrada Nacional 125. Este troço foi aberto à exploração em 30 de Julho de 1922.

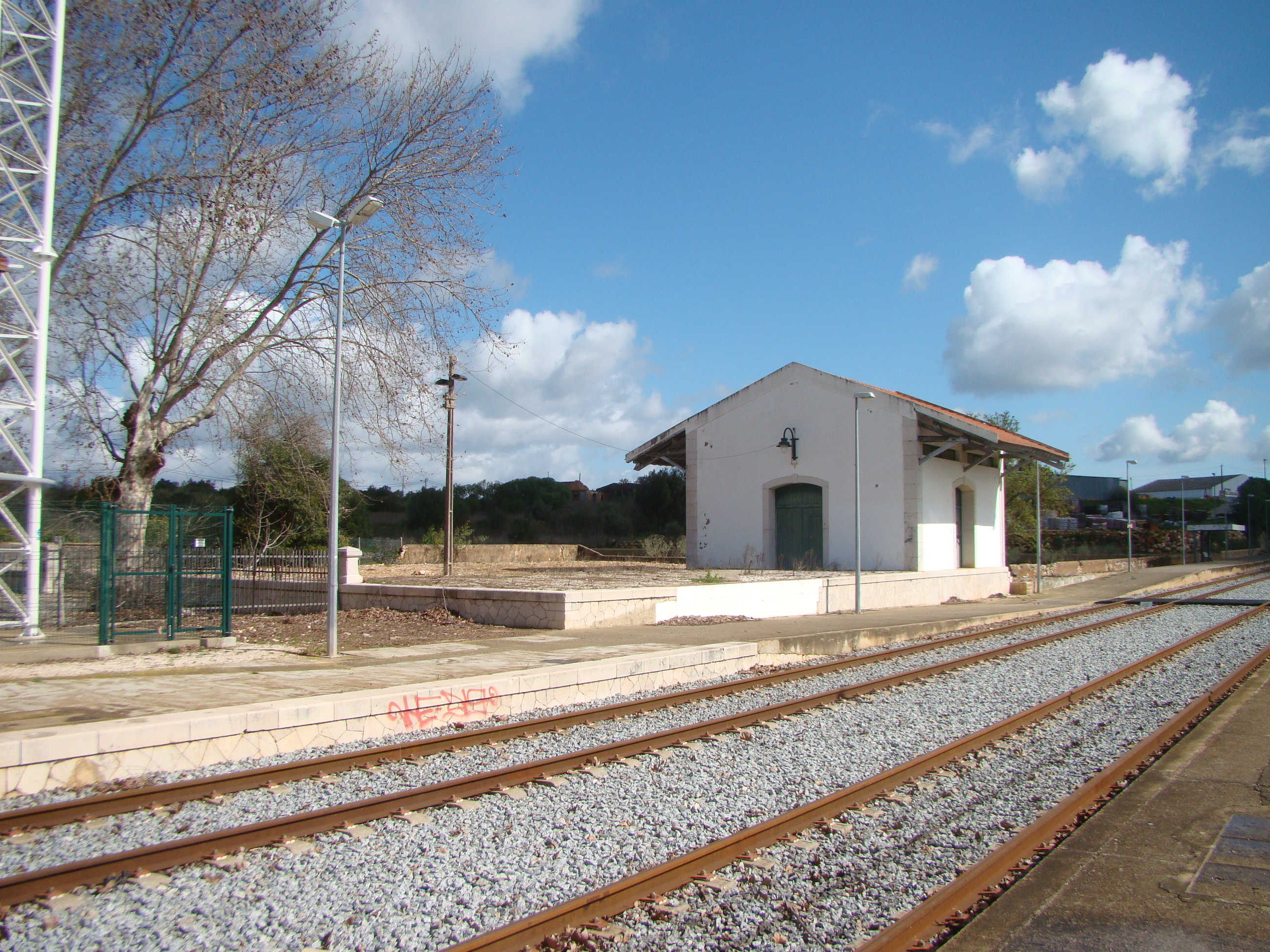
Antigo cais de mercadorias da estação, sem uso ferroviário em 2018.

### Século XXI
Em 2005, esta estação encontrava-se em estado de eclipse permanente; nesse ano foi inaugurado o Centro de Interpretação Ambiental da Ria de Alvor, no antigo edifício de passageiros. A estação foi igualmente definida como o ponto de partida e término do roteiro pedestre A Rocha Delicada, tendo sido colocado, junto ao edifício principal, um painel informativo com informações sobre este percurso.

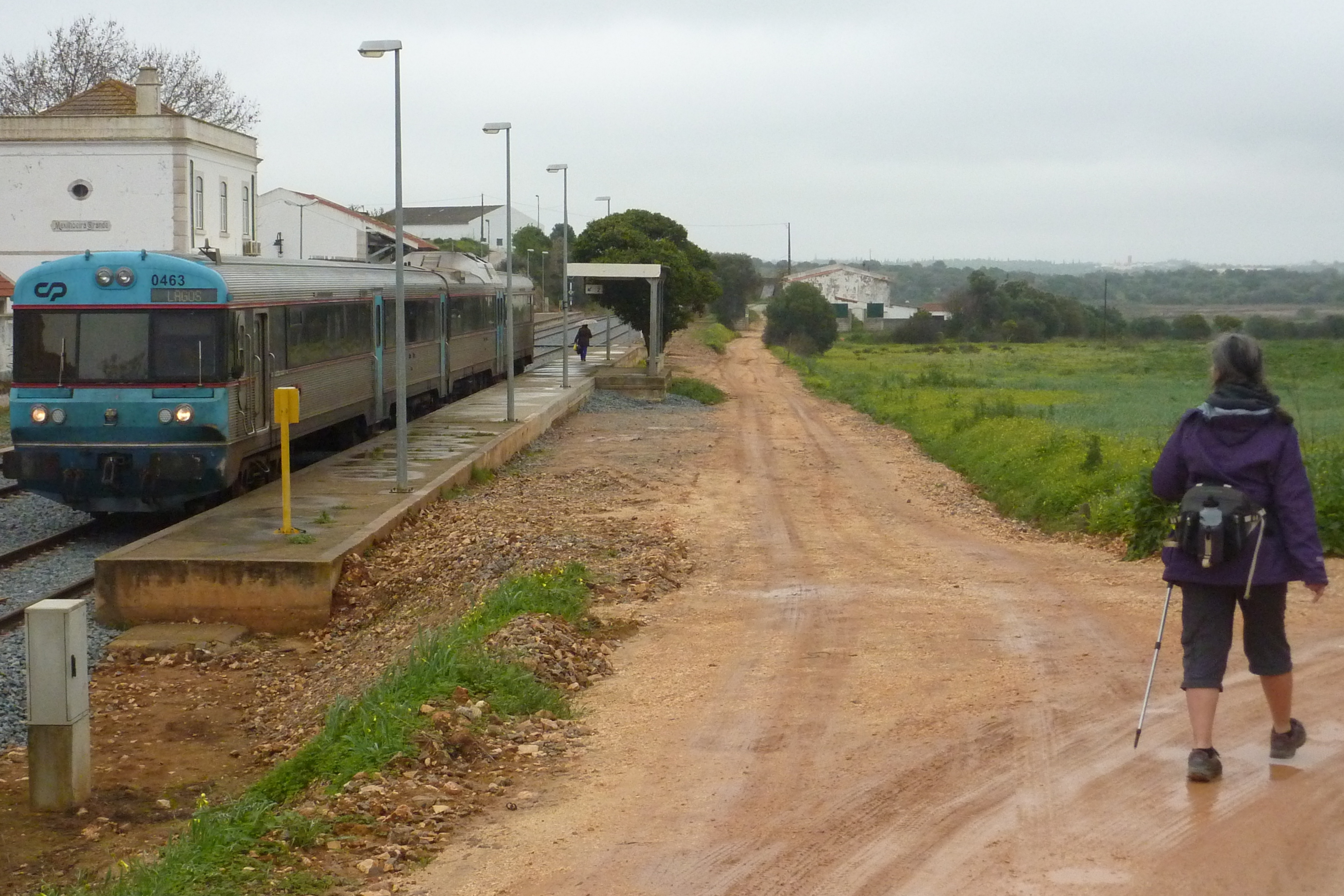
Acesso sudeste da Mexilhoeira Grande e comboio regional em 2016.

Em 2009, esta estação possuía duas vias de circulação, ambas com 213 m de extensão, e duas plataformas, a primeira com 81 m de comprimento e 60 cm de altura, e a segunda, com 82 m de extensão e 25 cm de altura — valores mais tarde ampliados para os atuais.